# Cyrill Brügger

Cyrill Brügger (1987)

Cyrill Brügger (* 10. Juli 1938, heimatberechtigt in St. Antoni; † 4. April 2025) war ein Schweizer Politiker (SP).

## Biografie
Brügger unterrichtete in Plaffeien anfangs als Primarlehrer und später als Sekundarlehrer. Danach arbeitete Brügger während 30 Jahren als Direktor an der Orientierungsschule des Senseoberlandes in Plaffeien. Brügger war zudem als Organist und Dirigent in Plaffeien tätig.

## Politik
Die politische Laufbahn begann der SP-Politiker im Jahr 1976, mit der Wahl in den Grossen Rat des Kantons Freiburg. Von 1976 bis 1987 gehörte Brügger dem Grossen Rat an. Am 21. September 1987 ersetzte er den am 12. September 1987 verstorbenen Nationalrat Jean Riesen. Er wurde im Oktober 1987 und 1991 für das Amt im Nationalrat bestätigt. Dieses Amt übte er bis zum 3. Dezember 1995 aus.
In Bundesparlament setzte er sich unter anderem für die Europapolitik, weniger Bürokratie und die Wirtschaft in den Bergregionen ein, wie etwa für die Erhöhung des Investitionshilfefonds. Sein Kampf galt insbesondere dem geplanten Ausbau des Schiessplatzes auf der Kaiseregg-Alp. Der Bund plante damals erst einen Tunnel durch die Kaiseregg und dann ein Transportseil, mit dem Geländefahrzeuge zum Schiessplatz hätten befördert sollen. Pläne, die dank ihm und anderen Gegnern schliesslich auf Eis gelegt wurden.